# 佛焰苞藨草
佛焰苞藨草（学名：Scirpus maximowiczii）为莎草科藨草属下的一个种。